# 70 Virginis
70 Virginis is een ster in het sterrenbeeld Maagd (Virgo).
De ster is een van de eerste (1996) zonachtige sterren waarbij een exoplaneet (70 Virginis b) is ontdekt. Volgens sommigen is het echter waarschijnlijker dat het hier om een bruine dwerg gaat.